# Аполо 20
Аполо 20 (на английски: Apollo 20) е планирана, но отменена мисия за кацане на Луната. Причина за отмяната: решението на НАСА за създаване на дълговременна орбитална станция „Скайлаб“ със средствата и финансирането на трите последни лунни мисии.

## Програма на мисията
Аполо 20 е трябвало да се прилуни в района на Marius Hills или Tycho през юли 1974 г. Мисията е отменена от Конгреса на САЩ на 4 януари 1970 г. Това е първият от трите отменени полета от лунната програма.

## Екипаж

### Първи вариант
| Пост                     | Астронавт                          |
| Командир                 | Чарлс Конрад три космически полета |
| Пилот на командния модул | Пол Уайтц                          |
| Пилот на лунния модул    | Джек Лузма                         |

### Окончателен вариант
| Пост                     | Астронавт                                         |
| Командир                 | Стюард Руса или Едгар Мичъл един космически полет |
| Пилот на командния модул | Джек Лузма                                        |
| Пилот на лунния модул    | Дон Линд                                          |

Първоначално за командир на тази мисия е бил предвиден пилота на лунния модул на Аполо 14 Едгар Мичъл. По-късно той е заменен от Стюард Руса (пилот на командния модул на Аполо 14), но много скоро след това полетът е окончателно анулиран.